# Hymenophyllum cupressiforme
Hymenophyllum cupressiforme är en hinnbräkenväxtart som beskrevs av Jacques-Julien Houtou de La Billardière. Hymenophyllum cupressiforme ingår i släktet Hymenophyllum och familjen Hymenophyllaceae. Inga underarter finns listade.